# Partido del Congreso Nacional
El Partido del Congreso Nacional (NCP; en árabe: المؤتمر الوطني, al-Mu'tamar al-Waṭanī) fue un importante partido político que dominó la política interna en Sudán desde su fundación hasta la revolución sudanesa.
El NCP fue establecido en 1998 por figuras políticas clave del Frente Islámico Nacional (NIF), así como por otros líderes políticos. Surgió del activismo estudiantil islamista de los Hermanos Musulmanes, pasando por el mismo yihadismo salafista. El partido siguió las ideologías del islamismo, el panarabismo y el nacionalismo árabe. El gobierno del NCP fue el más largo en la historia sudanesa contemporánea, bajo el dictador Omar Hasán Ahmad al Bashir. 
El NCP fue prohibido por el Consejo Soberano de Sudán después del golpe militar del 29 de noviembre de 2019. Se confiscaron todas las propiedades del partido y se prohibió a todos los miembros del partido participar en las elecciones o ocupar cargos públicos durante diez años.

## Historia

### Formación
Con Omar al-Bashir convirtiéndose en presidente de Sudán, el Partido del Congreso Nacional se estableció como el único partido político legalmente reconocido en la nación en 1998, con la misma ideología que sus predecesores Frente Nacional Islámico y el Consejo de Comando Revolucionario para la Salvación Nacional, que al-Bashir encabezó como presidente hasta 1993. Como el único partido político en el estado, sus miembros rápidamente llegaron a dominar todo el parlamento sudanés. Sin embargo, después de que Hassan al-Turabi, el presidente del parlamento, presentó un proyecto de ley para reducir los poderes del presidente, lo que llevó a al-Bashir a disolver el parlamento y declarar el estado de emergencia, comenzó a formarse una división dentro de la organización. Según se informa, al-Turabi fue suspendido como presidente del Partido del Congreso Nacional después de que instó a boicotear la campaña de reelección del presidente. Luego, una facción escindida liderada por al-Turabi, el Partido del Congreso Nacional Popular (PNC) que pasó a llamarse Partido del Congreso Popular (PCP) poco después, firmó un acuerdo con el Ejército Popular de Liberación de Sudán (SPLA), uno de los grupos rebeldes más grandes del país, lo que llevó a al-Bashir a creer que estaban conspirando para derrocarlo a él y al gobierno. Al-Turabi fue encarcelado posteriormente en 2000 por acusaciones de conspiración antes de ser liberado en octubre de 2003.

### Conflicto en Darfur
Desde el estallido de la guerra en Darfur en 2003 entre el gobierno de Omar al-Bashir y grupos rebeldes como el Ejército de Liberación de Sudán y el Movimiento Justicia e Igualdad  el NCP ha sido criticado casi universalmente por supuestamente, aunque no oficialmente, apoyar a milicias árabes como los Yanyauid a través de una campaña de asesinatos. Violación y deportación contra los militantes, así como contra la población local. Debido a la guerra de guerrillas en la región de Darfur, entre 200.000 y 400.000 personas han sido asesinadas, mientras que más de 2,5 millones de personas han sido desplazadas  y las relaciones diplomáticas entre Sudán y Chad nunca han sido peores.  Esto ha llevado a la Corte Penal Internacional (CPI) a acusar al Ministro de Estado para Asuntos Humanitarios, Ahmed Haroun, y al presunto líder de la milicia musulmana yanyawid Ali Mohammed Ali, también conocido como Ali Kushayb, en relación con las atrocidades en la región. El 14 de julio de 2008, se anunciaron diez cargos penales contra el presidente Omar al-Bashir, y posteriormente. Se emitió una orden de arresto. A partir de junio de 2019, al-Bashir, Haroun y Abdel Rahim Mohammed Hussein, también miembro del Congreso Nacional y acusado por la CPI, fueron detenidos por las autoridades sudanesas mientras el Consejo Militar de Transición tenía el poder. Kushayb y Abdallah Banda, también acusados por la CPI, seguían fugitivos hasta junio de 2019.

## Resultados electorales
|  | 86.5 % |

|  | 68.24 % |

|  | 94.5 % |